# Região Turística de Kumgang-san
A Região Turística de Kumgang-San (coreano: 금강산 관광 지구; trans. Kŭmgang-san Kwangwang Chigu) é uma região administrativa especial da Coreia do Norte. Foi criado em 2002 para lidar com o tráfego de turistas sul-coreanos para Kumgangsan.
Desde o ano de 1998, turistas sul-coreanos e de outras nacionalidades foram autorizados a visitar  Kumgangsan, viajando primeiramente por um cruzeiro marítimo, mas, mais recentemente, por um ônibus em uma estrada recém-construída na Zona Desmilitarizada da Coreia. Desde o ano de 1998, em torno de um milhão de sul-coreanos visitaram o resort, mas os estadunidenses estão proibidos de visitá-lo , mesmo durante o Festival Arirang. 